# 今宮エビス
今宮エビス（いまみや えびす、1942年1月10日 - 2008年1月27日）は、お笑い芸人、漫才師。京都府京都市嵯峨野出身。本名は土屋 嘉生（つちや よしお）。芸名は吉田留三郎が命名。

## 来歴・人物
- 豆腐料理屋「竹むら」の息子。立命館高校卒業後に芦屋雁之助に師事し、「十日戎」の芸名でデビュー。初舞台は1960年の京都の南座。
- 過去に4回寝坊をして舞台に遅刻したことが原因で、芦屋に一回破門されたことがある。
- 1966年に初代内海突破門下の内海カッパと「内海カッパ・今宮エビス」を結成。（松竹芸能所属だが、ホームページ上にプロフィールは記載されていない。）
- 一時肺の病気で入院静養していた。この頃相方は高野山や比叡山で得度をし坊主姿で僧侶姿で数珠持ちネタをしていた。
- 若井ぼんが主催するNPO法人笑集会に参加していた。
- 2008年1月27日9時17分肺炎のため死去。66歳没。同年8月27日にカッパも死去。

## 逸話
- 1990年の夏に若井ぼんと音頭を取り、横山やすしを三重県鳥羽市の断酒修行が出来る旅館へ3か月間断酒修行に行かせたが、やすしはわずか2週間で挫折。大阪へ帰阪する時やすしは「みんな潰したるから。本当にお世話になりました。ぼんちゃん・エビっちゃん、ありがとう。やすしより」とメモに書き残していった。そのメモはエビス本人が保管していた。
- 芦屋に一度破門された頃、隣家に勝新太郎が住んでいて、弟子にならないかと薦められたことがある。